# Догма
Догма (от гръцки δόγμα, δόγματα – установявам, утвърждавам) е установената вяра и доктрина от религия, идеология или организация, неподлежаща на обсъждане или съмнение и приета за безусловна истина.
Като аналогия на догмата могат да се посочат аксиомите  математика
Всяко отклонение от религиозните догми е било обявявано за ерес и строго наказвано.
В пейоративен смисъл догмата се отнася до принудителни решения. В по-общия смисъл се отнася до силни убеждения, чиито последователи не са склонни да обсъдят рационално. Това отношение се класифицира като догматично; и често се използва по отношение на религиозни въпроси, но се използва също така и за политически или философски догми.

## Етимология
Думата „догма“ е преведена през 17 век от латинската dogma, означаваща „философски принцип“, получена от гръцката δόγμα, означаваща буквално „това, което човек смята за истина“ и глагола dokein, „да изглежда добре“. Множествената форма, базирана на гръцкия е dogmata.

## Религия
Формално, терминът догма е използван от някои теистични религиозни групи за описание на позиции, формиращи техните най-централни и фундаментални вярвания, въпреки че може да се използва също и за цялата група от вярвания с която дадена теистична или нетеистична религиозна група се идентифицира. В някои случаи догмата е разграничавана от религиозното мнение и тези неща в доктрината считани за по-малко значими или несигурни. Формалната църковна догма е често изяснявана и допълвана в процеса на комуникация.

### Будизъм
Погледът или позицията е централна идея в будизма. В религиозната философия на будизма, погледа не е просто абстрактен сбор от предложения, а интерпретация на преживяване, което силно се отразява на мисли, усещания и действия. Притежанието на точната психологическа нагласа в това отношение се смята за основна част от пътя на будизма, като понякога правилните виждания трябва да бъдат приложени на практика и погрешните да бъдат изоставени, докато в други ситуации всички виждания се смятат за пречка към постигането на просветление.

### Християнство
Християнството се определя от група от основни вярвания, споделяни от всички християни, въпреки че, начина по които тези вярвания се прилагат и въпросите свързани с тях варират.